# Hôpital des Cinq Plaies de Hildesheim
L'hôpital des Cinq Plaies (en allemand, hospital zu den Fünf Wunden) est une maison à colombages de la ville de Hildesheim en Basse-Saxe (Allemagne). Il se trouve dans la partie sud du vieux centre-ville, en face de l'église Saint-Gothard et derrière la chapelle Saint-Nicolas.

## Histoire
En 1770, une grande maison à colombages est construite à Hildesheim pour abriter deux hôpitaux différents déjà fondés plusieurs siècles auparavant. Le rez-de-chaussée a été donné à l'hospital zu den Fünf Wunden (hôpital des cinq plaies) et les étages supérieurs à l'hospital Sankt Nicolai (hôpital Saint-Nicolas). Plus tard, les deux hôpitaux ont été unis pour former les Vereinigte Hospitäler (Hôpitaux unis). Le bâtiment a cependant conservé le nom Hospital zu den Fünf Wunden. Le nom dérive de la dévotion aux saintes blessures infligées à Jésus lors de la crucifixion, une pratique pieuse traditionnellement associée aux œuvres de miséricorde et de justice sociale (en Angleterre réformée, le pèlerinage de Grâce a été entrepris par des catholiques protestant contre la perte des institutions caritatives et des libertés religieuses, sous un même patronage). À partir du XIXe siècle, le bâtiment a été utilisé par un hôpital catholique voisin qui existe encore aujourd'hui.
Pendant la Seconde Guerre mondiale, l'hôpital des Cinq Plaies ne fut que légèrement endommagé par les bombardements du 22 février 1945 et du 22 mars 1945 et les dégâts purent être réparés très rapidement. Le bâtiment a été rénové en 1981. Aujourd'hui, il est utilisé comme école de formation pour les infirmières.

## Architecture
L'Hôpital des Cinq Plaies est l'une des plus grandes maisons à colombages de Hildesheim. Le bâtiment a quatre étages et un toit en demi-croupe.
Le rez-de-chaussée construit en moellons possède un portail baroque représentatif au-dessus duquel l'année de construction (1770) est indiquée en latin dans un remarquable chronogramme :
CVra BonIfaCII, prIMo, qVo praefVIt Anno Abbas SpeCtatos CoLLoCat HosCe Lares.
Un M = 1000, six C = 6 x 100 = 600, trois L = 3 x 50 = 150, trois V = 3 x 5 = 15, cinq I = 5 x 1 = 5, 1770 au total.
Au-dessus du portail, qui était l'entrée principale du bâtiment, on peut également voir les armoiries d'un abbé. Les étages supérieurs, qui abritaient l'hôpital St Nicolas, ont été construits dans un style à colombages. Cet hôpital avait sa propre entrée à l'est du bâtiment où l'on peut voir une statue du saint patron.

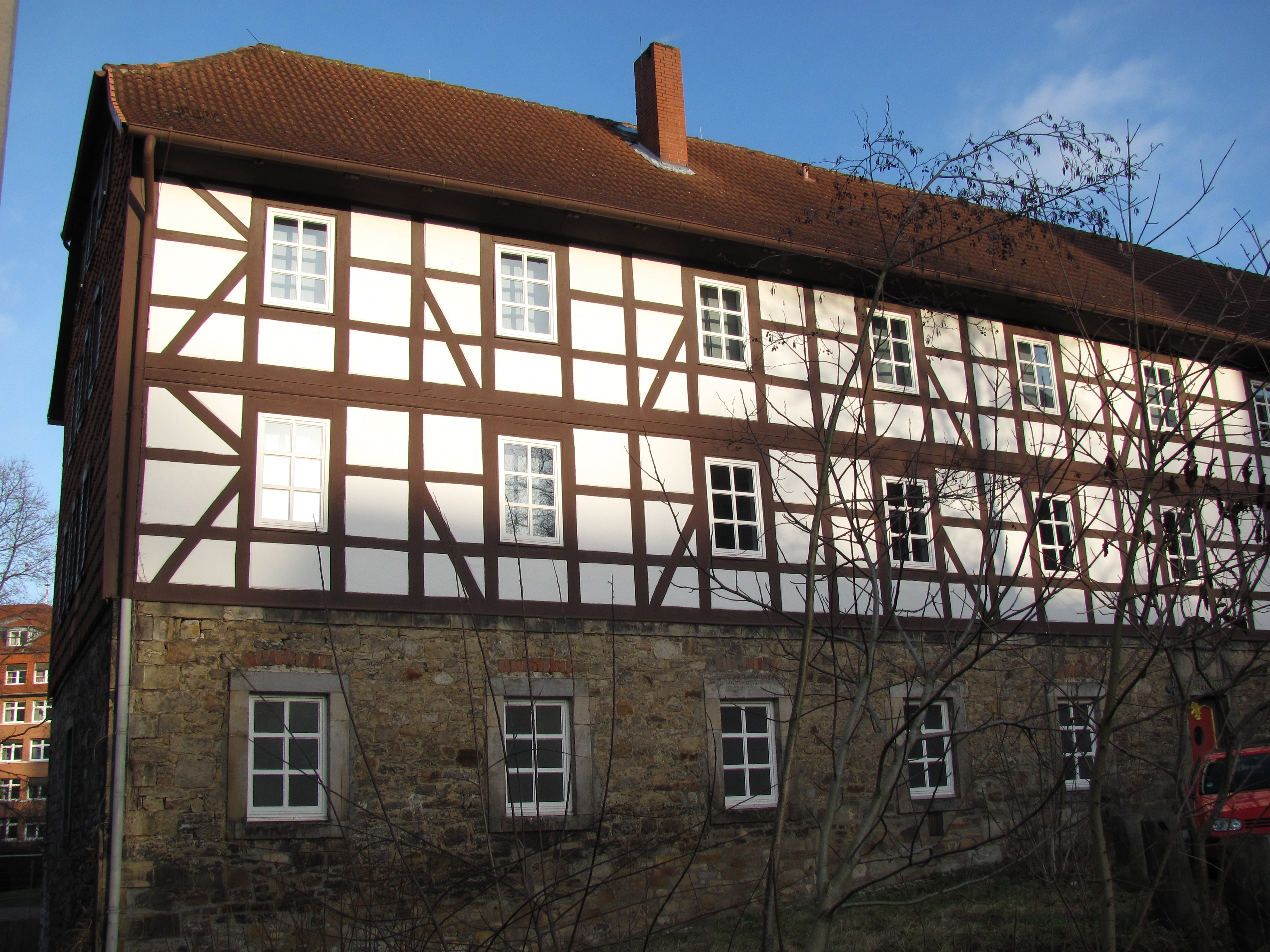
Vue depuis le sud.
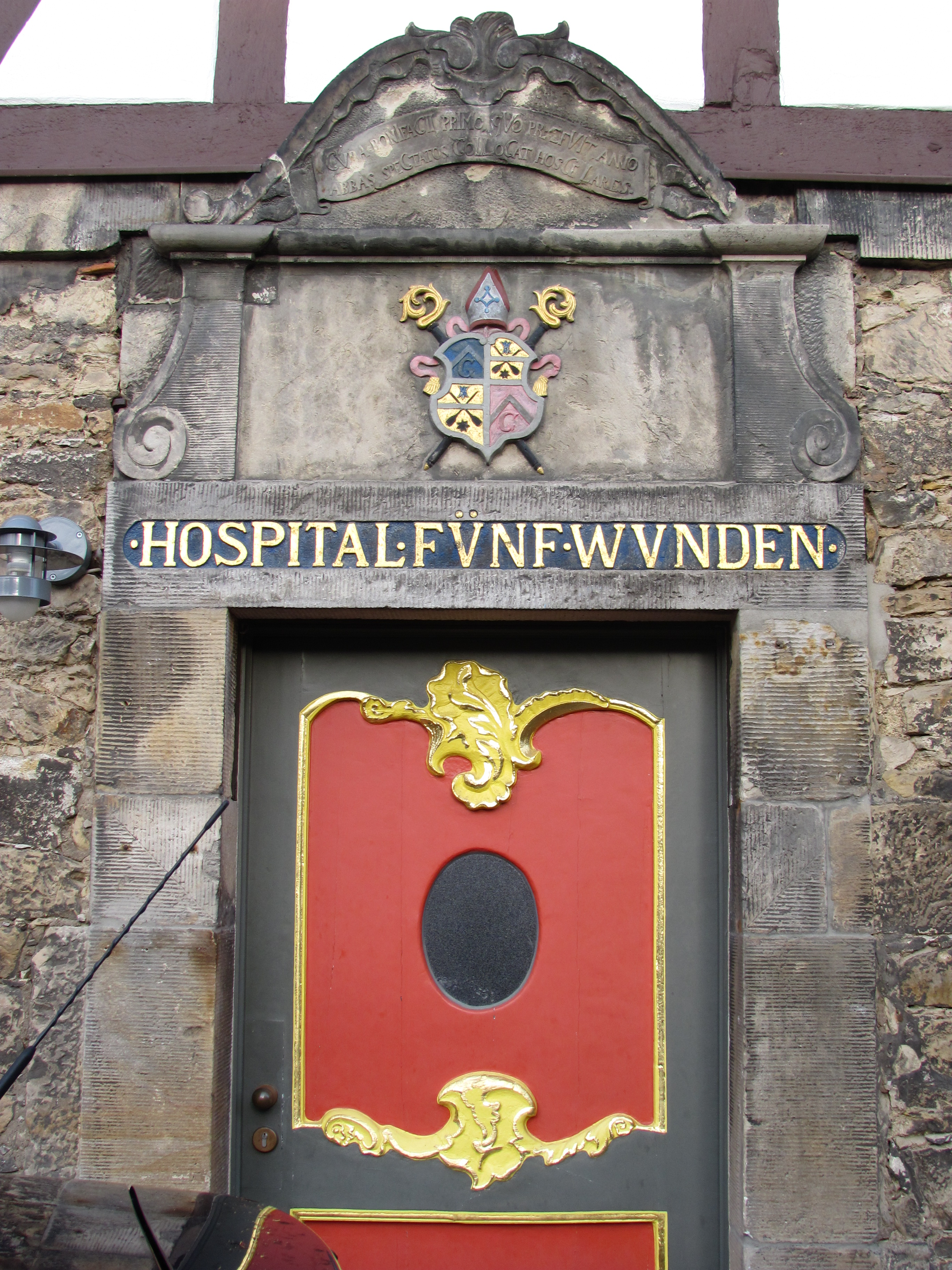
Portail baroque
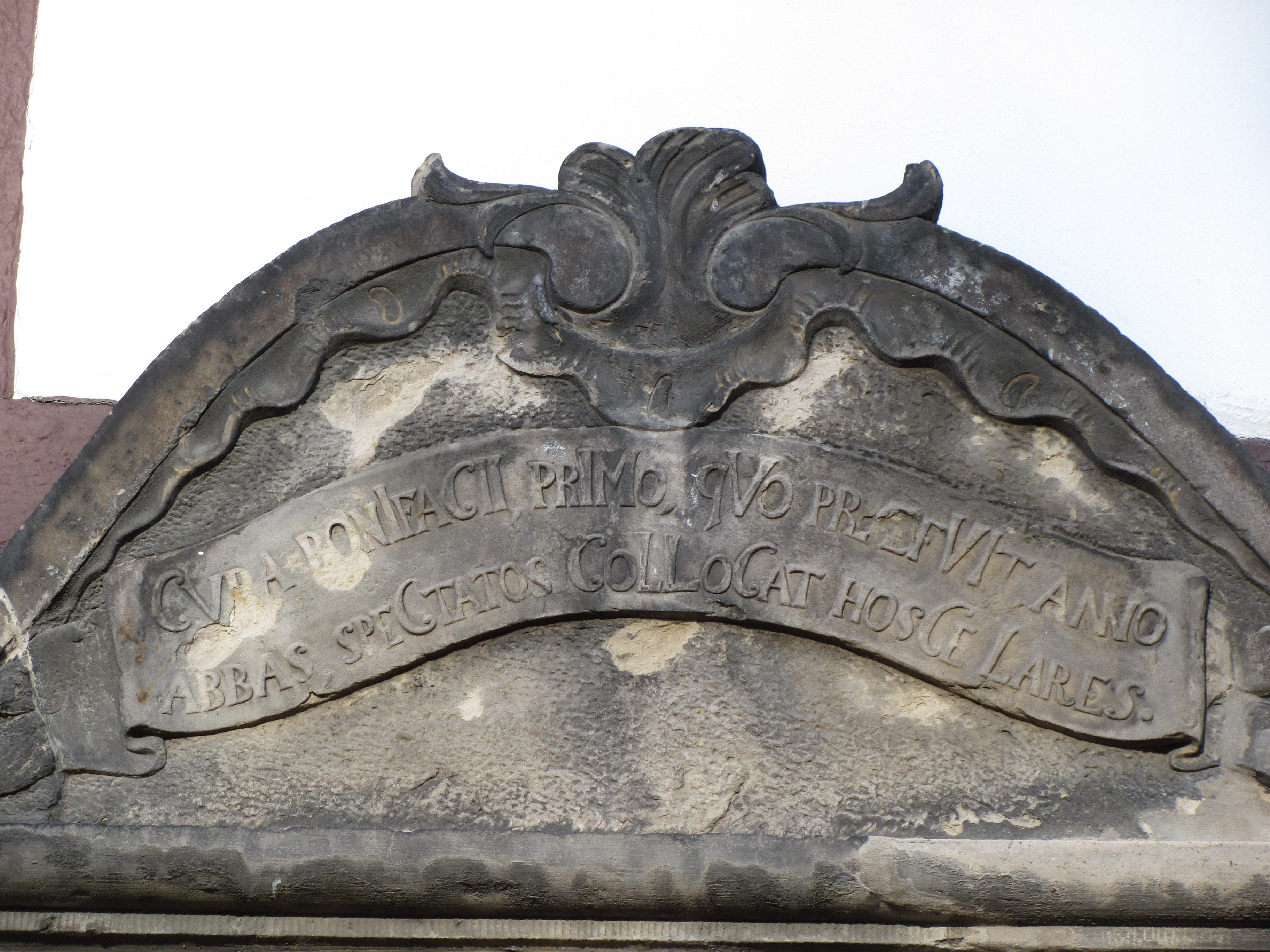
Chronogramme au-dessus du portail
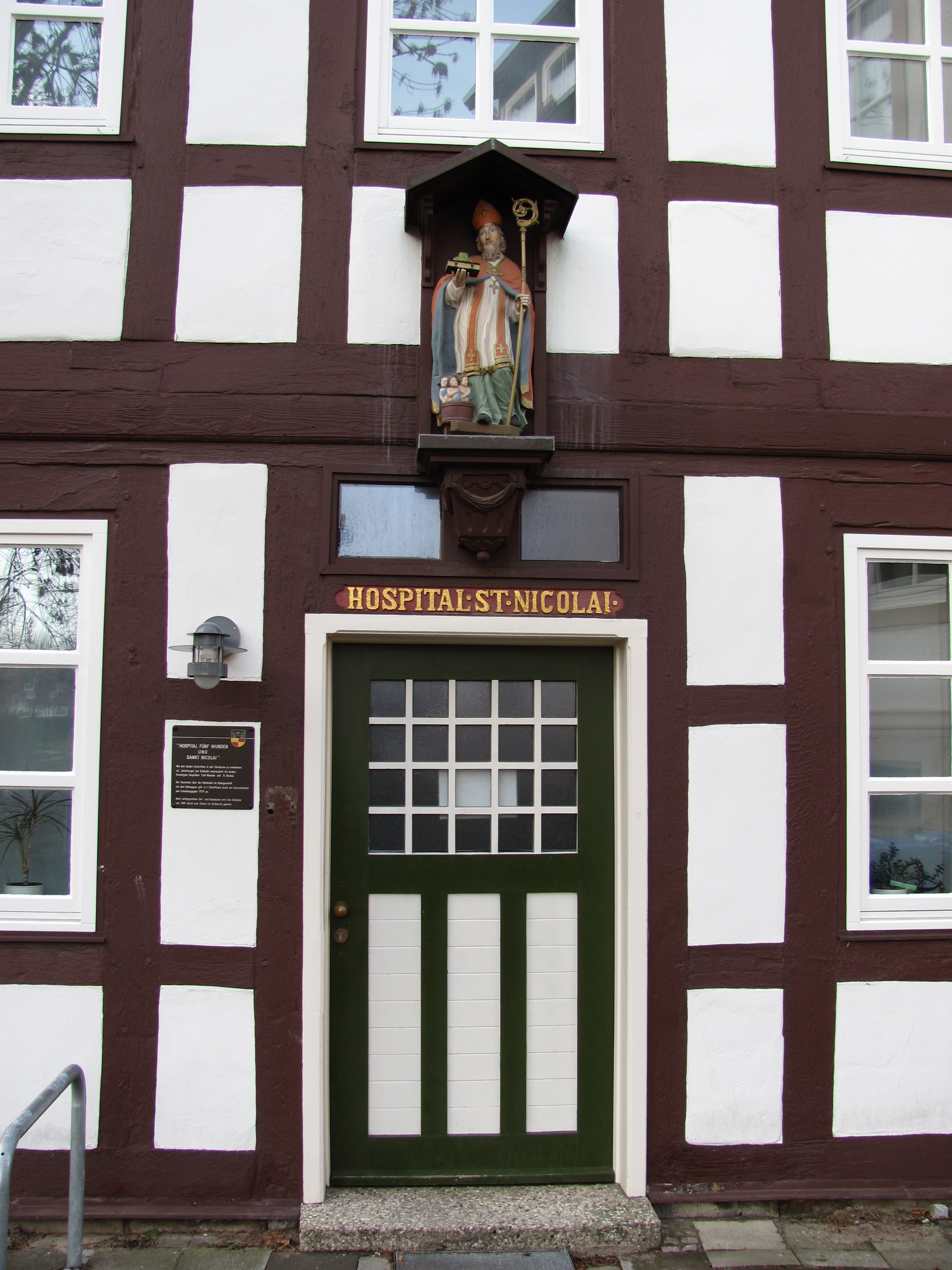
Statue de saint Nicolas.